# Lipno (województwo świętokrzyskie)
Lipno – wieś sołecka w Polsce położona w województwie świętokrzyskim, w powiecie jędrzejowskim, w gminie Oksa.
W latach 1975–1998 miejscowość administracyjnie należała do województwa kieleckiego.
| SIMC    | Nazwa   | Rodzaj             |
| ------- | ------- | ------------------ |
| 0256432 | Łopatki | część miejscowości |
| 0256449 | Niwa    | część miejscowości |

## Historia
W wieku XIX wieś w powiecie jędrzejowskim, gminie Węgleszyn, parafii Kozłów (Łaski, Lib. ben. I, 572 i 607).
W 1827 r. wieś w parafii Konieczno było tu 27 domów 168 mieszkańców. Folwark Lipno z nomenklaturą Bugaj posiadał rozległość mórg 1427 w tym grunta orne i ogrody mórg 669, łąk mórg 168, pastwiska mórg 167, lasu mórg 392, nieużytki i place stanowiły mórg 28. Budynków murowanych było wówczas 4, drewnianych 19. Stosowano płodozmian 7. i 11. polowy. Wieś Lipno liczyło osad 31, z gruntem mórg 221.
4 sierpnia 1944 roku oddział Ukraińców w służbie niemieckiej dokonał mordu na 16 mieszkańcach wsi. 
Z akt znajdujących się w posiadaniu IPN wynika, że śledztwo w sprawie zbrodni dokonanej na mieszkańcach wsi Lipno rozpoczęła w 1975 r. Okręgowa Komisja Badania Zbrodni Hitlerowskich w Kielcach na wniosek mieszkańców. W toku śledztwa przesłuchano kilku świadków zajść z 1944 r. m. in. Stanisława Machnika, Tadeusza Grabca, Bronisława Grabca, Stefana Kucharczyka.
Kilka lat temu Pan Leszek Bukowski z kieleckiej delegatury IPN udzielił nam  informacji, że według oficjalnych ustaleń prowadzonego śledztwa 4 sierpnia drogą od Błogoszowa podążał oddział Ukraińców (ok. 60 osób) kolaborujących z Niemcami. Był to oddział melnikowców (od dowódcy Andrieja  Melnyka) - odłam Organizacji Ukraińskich Nacjonalistów, wycofujący się przed ofensywą wojsk sowieckich.  Niektórzy z oddziału posługiwali się językiem polskim, co tłumaczy się tym, że Ukraińcy pochodzili z okolic Wołynia i Podola.  Ukraińskie formacje pomocnicze w służbie niemieckiej znane były z wyjątkowego bestialstwa, dlatego też ich obecność  w Lipnie wywołała przerażenie wśród ludności. Ukraińcy zapytali o drogę która doprowadzi ich do Małogoszcza. Miejscowa ludność wskazała im drogę przez lasy w okolicy Wiśnicza i Lasochowa.  Nikt z zapytanych mieszkańców prawdopodobnie nie miał pojęcia, że w tych lasach stacjonowały silne oddziały 204 pp Narodowych Sił Zbrojnych.  W okolicach wsi Wiśnicz doszło do walki między Ukraińcami, a oddziałem NSZ dowodzonym przez majora Eugeniusza Kernera pseudonim „Janusz”. Pewne jest to, że w walce po stronie partyzantów  wzięły udział kompanie „Stepa”, „Boppa” i „Dymszy”  właśnie z 204 pp Narodowych Sił Zbrojnych. Pod naporem NSZ wróg musiał się wycofać. Niestety ominął zasadzkę która na jego tyłach obsadził w lesie kapitan Zbigniew Jawor pseudonim „Jerzy” . Zginął plut.  Jan Sikorski ps „Batory”, poza tym było kilku rannych żołnierzy. Według dokumentów NSZ  poległo 9 Ukraińców a 17 było rannych.  Poległego polskiego partyzanta Jana Sikorskiego pochowano w nocy na cmentarzu w Złotnikach. Pochówku dokonał Adam  Radziejowski pseudonim  „Sokół” żołnierz NSZ i AK Rejonu  Małogoszcz   Po tej niefortunnej potyczce pułk udał się na miejsce zgrupowania Brygady Świętokrzyskiej do Lasocina, gdzie dotarł 6 sierpnia. Wróćmy do lasu w okolicach Wiśnicza.  Ukraińcy po przegranej walce wycofują się do Lipna. W pobliżu dworu zostali ostrzelani przez Aleksandra Madalińskiego - syna zarządcy dziedzica tutejszego dworu. Był on również członkiem NSZ. Po ostrzale Ukraińcy zaczęli podpalać zabudowania w Lipnie i zamordowali szesnastu  mieszkańców wsi. Mordowali każdego kogo zobaczyli, nie patrzyli na wiek czy płeć. Ofiarom zadano śmierć strzałami z karabinu lub bagnetem. Większość zamordowanych to kobiety i dzieci. 
Wszystkie ofiary pochowano 6 sierpnia na cmentarzu parafialnym w Kozłowie. Śledztwo z powodu nieustalenia imiennych sprawców mordu we wsi Lipno zostało zawieszone w grudniu 1977 r. 
Bibliografia:
*https://m.niedziela.pl/artykul/63236/nd/Lipno-1944-rok,
*Detka, Kamil. Militarne i polityczne aspekty funkcjonowania Brygady Świętokrzyskiej NSZ w latach 1944–1945 i powojenne losy jej żołnierzy.
* Kronika 204 p.p. NSZ
* Relacja słowna Adama Radziejowskiego ps. Sokół dla Pana Stanisława Pakuły z Małogoszcza.

## Zabytki
Zespół willowy wpisany do rejestru zabytków nieruchomych (nr rej.: A-127/1-2 z 5.12.1957 i z 26.08.2014):
- willa z 1910 r.,
- park z przełomu XVIII/XIX w.